# Saint-Franchy
Saint-Franchy es una comuna francesa situada en el departamento de Nièvre, en la región de Borgoña-Franco Condado.

## Demografía
| 185 | 157 | 117 | 92 | 69 | 59 | 78 |
| Para los censos de 1962 a 1999 la población legal corresponde a la población sin duplicidades (Fuente: INSEE [Consultar]) |     |     |    |    |    |    |